# 比尔·罗普耳
比尔·罗普耳（1965年3月27日—），出生于加利福尼亚州康科德，是一位游戏设计师。自1994年加入暴雪娱乐后在世界范围内广为人知，他曾在暴雪娱乐、旗舰工作室等多个游戏工作室和创意开发部门工作。从2011年6月至今为迪斯尼互动工作室的副总裁、总经理。此外，罗普耳也是一位音乐家，他是爱尔兰民谣乐队The Poxy Boggards的创始成员之一。

## 暴雪娱乐
在1994年至2003年间，罗普耳曾担任暴雪北方的副总裁和暴雪娱乐的董事。罗普耳负责监督管理了所有的游戏计划，协调内部的开发团队，领导暴雪娱乐的计划监督团队，对暴雪游戏的指导起决定作用。
比尔·罗普耳在暴雪娱乐各大主要游戏的开发中皆担任了监制的位置，并对《暗黑破坏神》、《星际争霸》和《魔兽争霸》几部游戏的成功起到了关键作用，并被誉为“暗黑破坏神之父”。他同样参与指导了暴雪游戏的配音工作，包括以个人名义向全球的游戏社区介绍新游戏。

## 旗舰工作室
罗普耳离开暴雪娱乐后，他创立了旗舰工作室并担任CEO的工作。这一工作室开发了游戏《暗黑之门：伦敦》（但在发行之初评价很低）和《神话》（根本没能发行）。
旗舰工作室内部曾出现解雇罗普耳的传闻，但此后公司声明此事子虚乌有。工作室先后将《神话》和《暗黑之门》的权利转交给了HanbitSoft和Comerica；而亚洲市场的合作伙伴和银行则将其知识产权作为用于寻找新投资商的贷款的附属担保品。目前，《神话》和《暗黑之门》的知识产权已分别转交至HanbitSoft和Comerica。

## 晦涩工作室
2008年11月罗普耳担任了晦涩工作室最新游戏《勇士OL》的设计师和执行监制。在2009年的纽约动漫展（New York Comicon 2009）上，罗普耳告诉读者他“像个小孩一样玩《勇士》”，而他为《勇士OL》测试版所作的贡献使他在公司担任了一个正式职位。

## 音乐表演
自1994年，罗普耳在加利福尼亚文艺复兴节中表演“黑船长”的角色。他是Poxy Boggards，一个民歌乐队的作曲家和联合创立者之一。他作为乐队的男中音和男高音。在最新的专辑《Anchor Management （页面存档备份，存于）》中，他还演奏了萨克斯、大号和六孔小笛。

## 荣誉
在IGN的“史上百大游戏设计师”中，罗普耳名列第41位。

## 游戏作品
罗普耳曾参与了以下游戏的开发：
- 《黑色荆棘》 (1994) - 音乐
- 《魔兽争霸：人类与兽人》 (1994) - 监制、配音、游戏文档
- 《魔兽争霸II：黑潮》 (1995) - 设计、叙述、配音、游戏文档
- 《魔兽争霸II：黑暗之门》 (1996) - 执行监制、剧情顾问、旁白、配音
- 《暗黑破坏神》 (1996) - 监制、声音、饰演&导演、剧情、配音、游戏文档、突击队
- 《星际争霸》 (1998) - 监制、配音、游戏文档、突击队
- 《星际争霸：母巢之战》 (1998) - 执行监制、配音、游戏文档
- 《魔兽争霸II Battle.net版本》 (1999) - 监制
- 《暗黑破坏神II》 (2000) - 总监制、配音、突击队
- 《暗黑破坏神II：毁灭之王》 (2001) - 全球发布小组、突击队
- 《魔兽争霸III：混乱之治》 (2002) - 配音、突击队
- 《魔兽争霸III：冰封王座》 (2003) - 配音
- 《暗黑之门：伦敦》 (2007) - CEO、情人蛋糕
- 《勇士OL》 (2008) - 设计导演